# Liouville (plaats)
Liouville is een plaats en voormalige gemeente in het kanton Saint-Mihiel in het Franse departement Meuse in de regio Grand Est.

## Geschiedenis
Op 1 januari 1973 ging Liouville op in gemeente Apremont-la-Forêt, tegelijk met de gemeenten Marbotte en Saint-Agnant-sous-les-Côtes. De voormalige gemeenten kregen de status van commune associée.

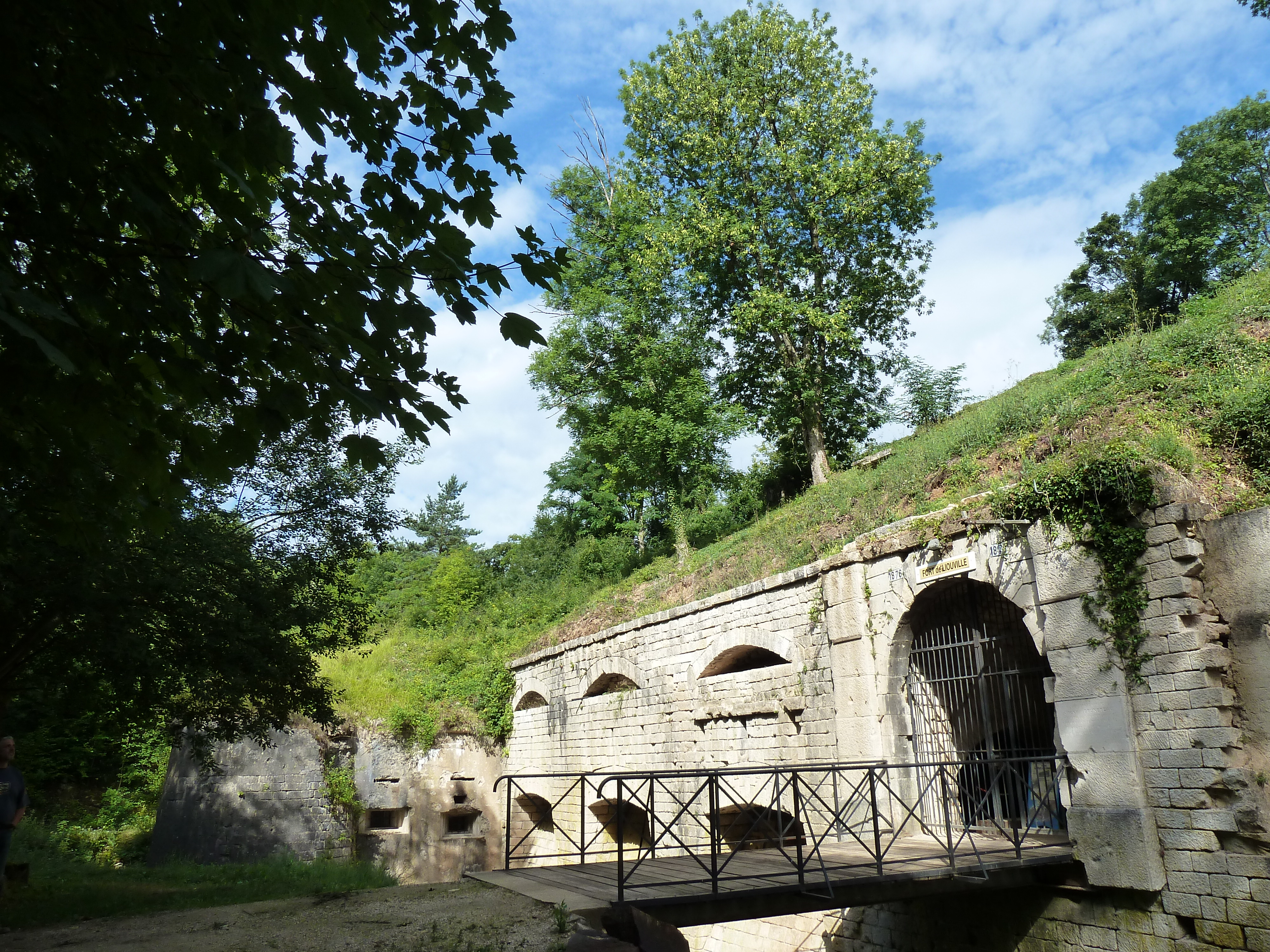
Het Fort de Liouville of Fort Stengel

Apremont-la-Forêt · Liouville · Marbotte · Saint-Agnant-sous-les-Côtes